# Louise C. Youtie

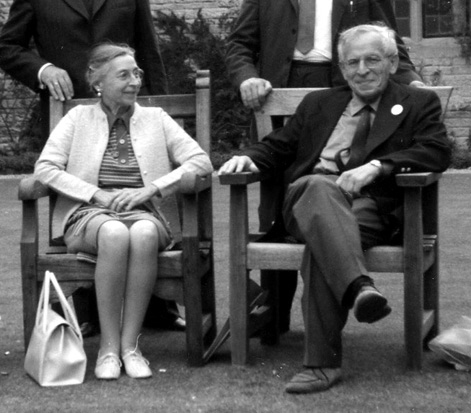
Louise und Herbert Youtie, 1972

Louise Canberg Youtie (* 30. August 1909 in Grand Rapids; † 18. Februar 2004 in Ann Arbor) war eine US-amerikanische Papyrologin.

## Leben und Leistungen
Louise C. Youtie war die älteste von drei Töchtern von Oscar und Mabel, geborene Sweet, Cranberg. Sie studierte an der University of Michigan in Ann Arbor, wo sie ihren Bachelor-Titel in Gräzistik 1932, ihren Master-Grad 1933 erlangte. 1934 heiratete sie Herbert C. Youtie, der einer ihrer Lehrer auf dem Gebiet der Papyrologie war. Während Herbert Youtie eine glänzende Karriere begann, wurde Louise Youtie seine lebenslange Assistentin. So bereitete sie die Papyri für die weiteren Arbeiten ihres Mannes vor, insbesondere die Transkription der Texte war hier von besonderer Bedeutung. Gerade in diesem Feld brachte es Louise Youtie zu einer besonderen Meisterschaft, wobei sie sich wie kaum eine andere Person auf das Lesen der antiken Handschriften verstand. Auch darüber hinaus hielt sie ihrem Mann sowohl im Privatleben wie auch im Berufsleben den Rücken frei und sorgte für eine angenehme Arbeitsatmosphäre in ihren Arbeitsräumen in der Hatcher's Graduate Library, wo sich das Ehepaar auch ein Büro teilte. Als Ludwig Koenen Herbert Youtie zu dessen Ehren eine Festschrift überreichte, schloss er mit den Worten Your work is her merit too, and this not only in the general sense that she created the atmosphere you needed for your work, but in the very sense that she has an active share in it. She is your partner who listens to you, but also criticizes your suggestions in her own mild, but charmingly determined way, and she adds her own comments. You would publish nothing without convincing her first. (Ihre [Herberts] Arbeit ist auch ihr [Louises] Verdienst, und zwar nicht nur in dem Sinne, dass sie die Atmosphäre geschaffen hat, die Sie für Ihre Arbeit brauchten, sondern auch in dem Sinne, dass sie aktiv daran teilnimmt. Sie ist Ihre Partnerin, die Ihnen zuhört, Ihre Vorschläge aber auch auf ihre eigene sanfte, aber charmant bestimmte Art kritisiert und eigene Kommentare dazu gibt. Sie würden nichts veröffentlichen, ohne sie vorher zu überzeugen.).
Neben der unterstützenden Arbeit für ihren Mann war Louise Youtie auch immer selbst forschend tätig. So editierte sie diverse Papyri und galt als Kennerin insbesondere der medizinischen Papyri. Ihre wichtigsten Arbeiten veröffentlichte sie jedoch erst nach dem Tod ihres Mannes im Jahr 1980. Zwischen 1986 und 1987 publizierte sie mehrere Aufsätze in der Zeitschrift für Papyrologie und Epigraphik zum Michigan Medical Codex (P. Mich. 758), die später zu einem Buch zusammengefasst wurden. Seit Beginn 1999 lebte sie im Heartland Healthcare Center, einem Seniorenheim in Ann Arbor, wo sie im Alter von 94 Jahren nach kurzer Krankheit verstarb. Ludwig Koenen gedachte Louise Youtie bei einer Gedenkrede auf dem Papyrologenkongress 2004 der Association Internationale de Papyrologues in Helsinki.

## Publikationen (Auswahl)
- mit Ursula Hagedorn, Dieter Hagedorn und Herbert C. Youtie: Das Archiv des Petaus (P. Petaus) (= Wissenschaftliche Abhandlungen der Arbeitsgemeinschaft für Forschung des Landes Nordrhein-Westfalen. Sonderreihe Papyrologica Colonensia, Band 4). Westdeutscher Verlag, Köln 1969 (Digitalisat).
- mit Dieter Hagedorn und Herbert C. Youtie: Urkunden aus Panapolis (= Sonderdruck aus der Zeitschrift für Papyrologie und Epigraphik). Habelt, Bonn 1980, ISBN 3-7749-1773-6.
- P. Michigan XVII, The Michigan Medical Codex (P. Mich. 758 = P. Mich. Inv. 21) (= American Studies in Papyrology. Band 35). Scholars Press, Atlanta 1996, ISBN 0-7885-0276-X.